# Unterschneidheim
Unterschneidheim ist eine Gemeinde in Baden-Württemberg und gehört zum Ostalbkreis.

## Geographie

### Geographische Lage
Unterschneidheim liegt im Tal der Schneidheimer Sechta rund 20 Kilometer östlich von Ellwangen am Rande des Nördlinger Ries an der bayerischen Grenze.
Da die Schneidheimer Sechta zur Donau fließt, andererseits aber beim Unterschneidheimer Gemeindeteil Walxheim die offizielle Quelle der Jagst liegt, die über den Neckar in den Rhein mündet, verläuft durch Unterschneidheim die Europäische Hauptwasserscheide.

### Nachbargemeinden
Die Gemeinde grenzt im Norden an Tannhausen, im Osten an die bayerischen Gemeinden Fremdingen und Marktoffingen, im Süden an Kirchheim am Ries und die Stadt Bopfingen, im Südwesten an Westhausen und im Westen an das Stadtgebiet von Ellwangen.

### Gemeindegliederung
Zur Gemeinde Unterschneidheim mit den ehemals selbstständigen Gemeinden Geislingen, Nordhausen, Unterwilflingen, Walxheim, Zipplingen und Zöbingen gehören 17 Dörfer, Weiler, Höfe und Häuser. Zur ehemaligen Gemeinde Geislingen gehören das Dorf Geislingen sowie die abgegangene Ortschaft Stetten. Zur ehemaligen Gemeinde Nordhausen gehören das Dorf Nordhausen und der Weiler Harthausen. Zur Gemeinde Unterschneidheim im Gebietsstand von 1973 gehören das Dorf Unterschneidheim und der Weiler Oberschneidheim sowie die abgegangene Ortschaft Haghof. Zur ehemaligen Gemeinde Unterwilflingen gehören das Dorf Unterwilflingen und der Weiler Oberwilflingen. Zur ehemaligen Gemeinde Walxheim gehören das Dorf Walxheim und der Weiler Hundslohe. Zur ehemaligen Gemeinde Zipplingen gehören das Dorf Zipplingen und die Weiler Sechtenhausen und Wössingen sowie die abgegangene Ortschaft Rainhof. Zur ehemaligen Gemeinde Zöbingen gehören das Dorf Zöbingen, der Weiler Wöhrsberg, die Höfe Greuthof und Haidmühle und das Haus Jägerhaus sowie die abgegangenen Ortschaften Stetten, Heroltaych, Fallmeisterei und Ziegelhütte.
Wappen der Ortsteile:

Geislingen
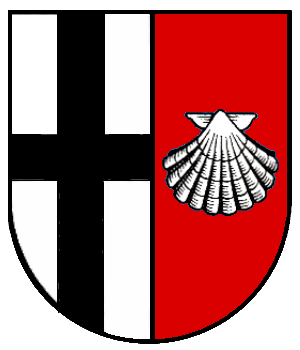
Nordhausen
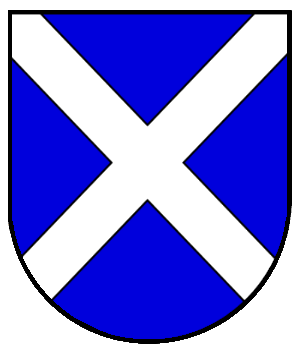
Unterwilflingen
Walxheim
Zipplingen
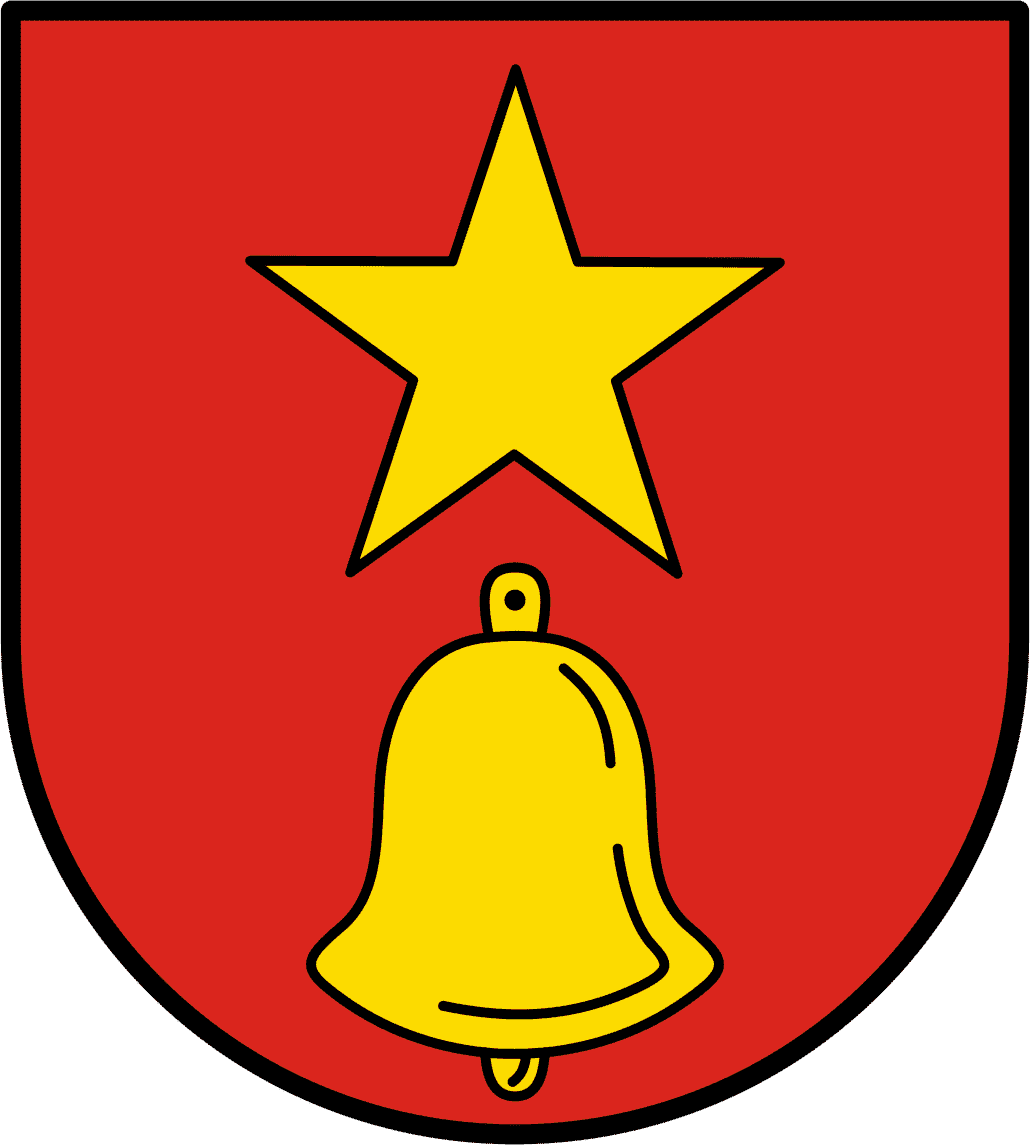
Zöbingen

### Flächenaufteilung
Nach Daten des Statistischen Landesamtes, Stand 2014.

## Geschichte

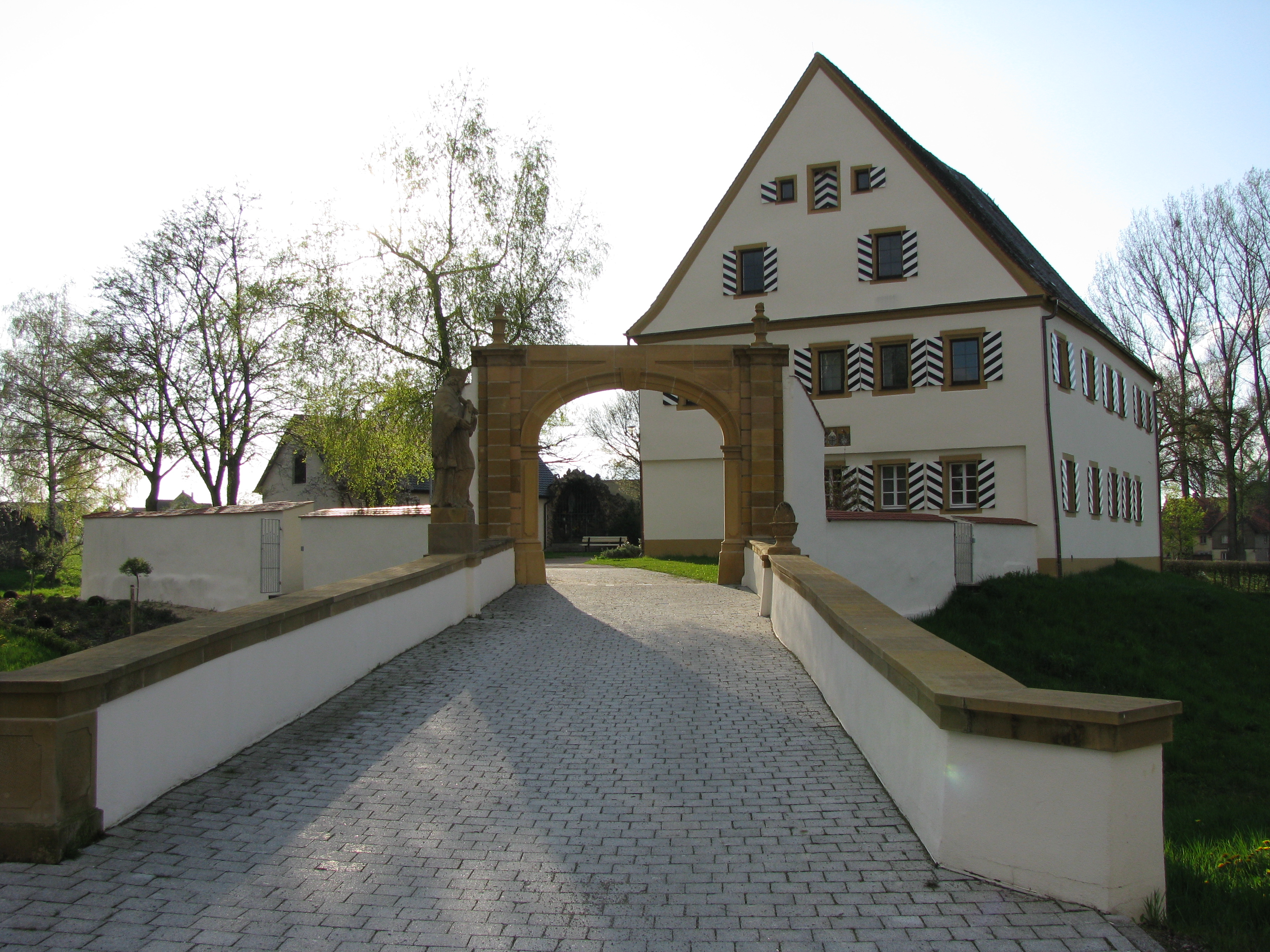
Ehemaliges Deutschordenschloss und bis 2023 Rathaus

### Bis zum 19. Jahrhundert
Unterschneidheim erscheint erstmals in den Traditiones Fuldenses, den Güterbeschreibungen des Klosters Fulda, die ihren Ursprung in der Zeit um 800 haben. Im Mittelalter war es Sitz einer Deutschordensvogtei. So unterstand der Ort auch später teilweise dem Deutschorden und der Herrschaft Oettingen-Wallerstein. Zahlreiche andere Herrschaften hatten im Laufe der Jahrhunderte ebenfalls Besitz in Unterschneidheim. Aufgrund von Säkularisation und Mediatisierung kam Unterschneidheim Anfang des 19. Jahrhunderts zunächst an die Krone Bayerns und durch den Grenzvertrag von 1810 an das Königreich Württemberg. In diesem Jahr hatte Unterschneidheim 735, Oberschneidheim 301 Einwohner.

### Verwaltungsgeschichte
Unterschneidheim gehörte seit Beginn des 19. Jahrhunderts zum Oberamt Ellwangen. Bei der Kreisreform während der NS-Zeit in Württemberg gelangte Unterschneidheim 1938 zum Landkreis Aalen. Da der Ort nach dem Zweiten Weltkrieg Teil der Amerikanischen Besatzungszone geworden war, gehörte er somit seit 1945 zum neu gegründeten Land Württemberg-Baden, das 1952 im jetzigen Bundesland Baden-Württemberg aufging. Durch die Kreisreform vom 1. Januar 1973 ging die Gemeinde an den neuen Ostalbkreis.

### Eingemeindungen
Am 1. Januar 1974 wurden die bis dahin selbstständigen Gemeinden Geislingen, Nordhausen, Unterwilflingen und Walxheim sowie am 1. Januar 1975 Zöbingen nach Unterschneidheim eingemeindet. Die heutige Gemeinde wurde am 1. Januar 1975 durch Vereinigung der Gemeinden Unterschneidheim und Zipplingen gebildet.

## Religionen

St. Peter und Paul Unterschneidheim

Im Kernort, in Nordhausen, Geislingen, Unterwilflingen, Zöbingen, Zipplingen, Sechtenhausen und Wössingen gibt es jeweils eine römisch-katholische Pfarrkirche, während in Walxheim eine evangelische Kirche besteht.

## Politik

### Verwaltungsverband
Die Gemeinde ist Mitglied des Gemeindeverwaltungsverbands Tannhausen mit Sitz in Tannhausen.

### Gemeinderat
Die Gemeinderatswahl vom 9. Juni 2024 brachte bei einer Wahlbeteiligung von 71,4 % (+2 %) folgendes Ergebnis:
- CDU 44,85 % (−27 %) – 8 Sitze
- FBL (Freie Bürgerliste Unterschneidheim) 37,3 % (+9,2 %) – 6 Sitze
- MNH (Gemeinschaft Mensch Natur Heimat) 14,94 % (+14,94 %) – 3 Sitze
- Unabhängiger Wähler Siegfried Waschek 2,91 % (+2,91 %) – 1 Sitz

### Bürgermeister
Bei der Bürgermeisterwahl am 5. April 2009 wurde Nikolaus Ebert mit 98,08 Prozent der abgegebenen gültigen Stimmen bei einer Wahlbeteiligung von 57,6 Prozent ohne Gegenkandidaten für eine zweite Amtszeit bestätigt. Am 25. April 2021 wurde Johannes Joas (Grüne) mit 65,05 Prozent der Stimmen zum neuen Bürgermeister gewählt.

### Partnerschaften
Unterschneidheim unterhält seit 1988 partnerschaftliche Beziehungen zu der Stadt Volvic in der Auvergne in Frankreich und seit 1989 zur Gemeinde Krumhermersdorf im Erzgebirge in Sachsen.

## Kultur und Sehenswürdigkeiten

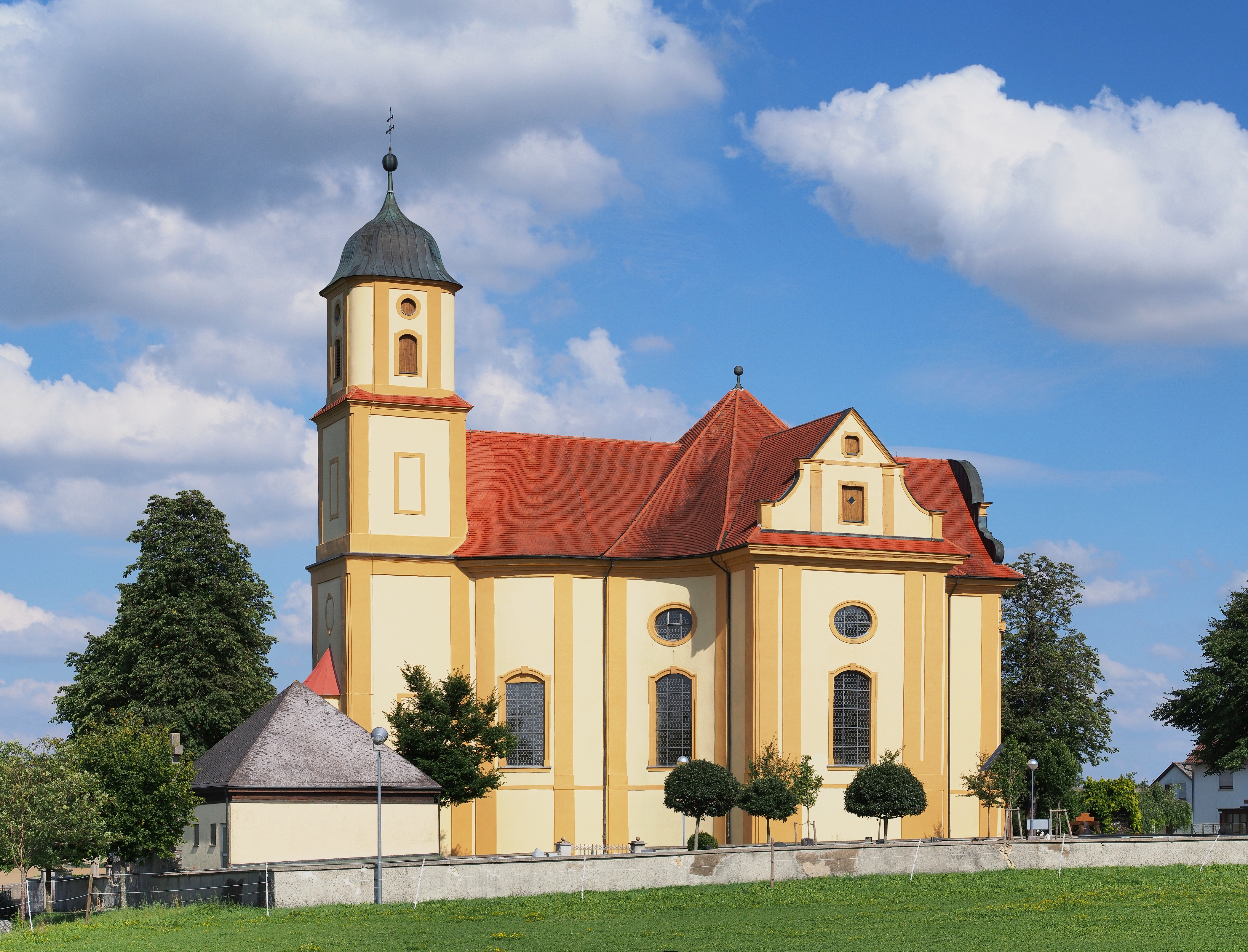
Wallfahrtskirche St. Marien, Zöbingen

### Bauwerke
- Schloss Unterschneidheim (bis Oktober 2023 Rathaus)[9]
- Katholische Pfarrkirche St. Peter und Paul, Unterschneidheim
- Katholische Pfarrkirche St. Nikolaus, Geislingen
- Katholische Pfarrkirche St. Nikolaus, Sechtenhausen
- Katholische Pfarrkirche St. Bonifatius, Wössingen
- Katholische Pfarrkirche St. Martin, Zipplingen[10]
- Katholische Pfarrkirche St. Mauritius, Zöbingen
- Leonhardskapelle, Oberwilfingen
- Maria-Hilf-Kapelle, Unterwilfingen
- Wallfahrtskirche St. Marien (Marienkapelle), Zöbingen.[10] In der Sakristei der Wallfahrtskirche kann ein alemannischer Baumsarg besichtigt werden.[11]
- Evangelische Kirche, Walxheim

### Gedenkstätten
Seit 1945 befindet sich ein Mahnmal auf dem Friedhof des Ortsteils Zöbingen, das überlebende polnische Zwangsarbeiter errichteten. An dieser Stelle waren 42 KZ-Opfer des „Hessentaler Todesmarsches“ begraben worden, die im Frühjahr 1945 von SS-Männern bei einer Rast in der Nähe von Zöbingen ermordet wurden. 1968 wurden sie auf den KZ-Friedhof Kochendorf umgebettet.

## Wirtschaft und Infrastruktur
Unterschneidheim ist keine reine Wohngemeinde. Am Ort gibt es etwa 700 Arbeitsplätze, allerdings verdienen mehr als 1300 Arbeitnehmer ihren Lebensunterhalt außerhalb der Gemeinde.

### Verkehr
Das Ultraleichtfluggelände Unterschneidheim-Walxheim liegt etwa 1 km nördlich des Gemeindeteils Walxheim.

### Bildung
In Unterschneidheim gibt es eine Grundschule und eine Werkreal- und Realschule. In den Ortsteilen Zipplingen und Zöbingen gibt es jeweils eine Grundschule. Zudem gibt es in der Gemeinde insgesamt fünf Kindergärten sowie eine Kinderkrippe. Weiterführende Schulen stehen in den umliegenden Städten zur Verfügung.

## Persönlichkeiten

### Söhne und Töchter der Gemeinde
- Nikolaus Thoman (1457–1545), geboren in Zipplingen, Chronist von Weißenhorn
- Franz Bühler (1760–1823), geboren in Unterschneidheim, Ordensname Gregor, Komponist und Domkapellmeister in Augsburg
- Karl Hahn (* 1937), geboren in Zipplingen, Politikwissenschaftler
- Paul Nagler (1925–2018), geboren in Unterschneidheim, Architekt
- Nikolaus Stark (* 1931), geboren in Geislingen, römisch-katholischer Priester und Künstler
- Franz Lemmermeyer (* 1962), geboren in Zipplingen, Mathematiker und Mathematikhistoriker

## Trivia
Als Ortsnecknamen werden die Unterschneidheimer Bendelesbuben genannt.